# Жак Дерида
Жак Дерида (фр. Jacques Derrida; 15. јул 1930 — Париз, 9. октобар 2004) је био француски филозоф, одговоран за настанак деконструктивизма и једна од фигура лидер постмодернистичког покрета.
Уз Дериду се пре свега везује појам деконструкције метафизике. Он сматра да је чињеница да се после предсократоваца у филозофији и у свету све битно објашњавало метафизиком, што је довело до заборава бића. У делу О граматологији (дисциплини која не постоји али коју он прокламује) Дерида се враћа не само до предсократоваца него и до самих почетака људског споразумевања.
Постмодернистичка филозофска мисао покушава ићи много даље од модерне, разоткривајући нестабилност и апорије у традицији западне филозофске мисли, почев од Декарта па све до данашњице. Те апорије су често везане за онто-теологију, термин који је дао Хајдегер једној форми филозофске мисли о "ономе истинском" која се састоји, на крају крајева од концепта постојања "Бога".

### Introductory works
- Adleman, Dan (2010). Deconstricting Derridean Genre Theory. Архивирано из оригинала|archive-url= захтева |url= (помоћ) 28. 01. 2024. г.. (PDF Архивирано на веб-сајту  (28. јануар 2024))
- Culler, Jonathan (1975). Structuralist Poetics..
- Culler, Jonathan (1983). On Deconstruction: Theory and Criticism after Structuralism..
- Descombes, Vincent (1980). Modern French Philosophy. ISBN 978-0-521-22837-4..
- Deutscher, Penelope (2006). How to Read Derrida. ISBN 978-0-393-32879-0..
- Mark Dooley, Liam Kavanagh (2007). The Philosophy of Derrida. London: Acumen Press.. 2006; Montreal: McGill-Queen's University Press.
- Goldschmit, Marc (2003). Jacques Derrida, une introduction. Pocket. ISBN 2-266-11574-X.. Paris, Agora Pocket.
- Hill, Leslie (25. 10. 2007). The Cambridge introduction to Jacques Derrida. Cambridge University Press. ISBN 9781139466141.
- Jameson, Fredric The Prison-House of Language. 1972..
- Leitch, Vincent B (1983). Deconstructive Criticism: An Advanced Introduction..
- Lentricchia, Frank (1980). After the New Criticism..
- Moati Raoul (2009), Derrida/Searle, déconstruction et langage ordinaire
- Norris, Christopher (1987). Derrida. ISBN 0-674-19823-9..
- Norris, Christopher (1982). Deconstruction: Theory and Practice..
- Thomas, Michael (2006). The Reception of Derrida: Translation and Transformation..
- Wise, Christopher (2009). Derrida, Africa, and the Middle East..
- Agamben, Giorgio.  "Pardes: The Writing of Potentiality," in Giorgio Agamben, Potentialities: Collected Essays in Philosophy, ed. and trans. Daniel Heller-Roazen, Stanford, CA: Stanford University Press, 2005. 205-19.
- Beardsworth, Richard (1996). Derrida and the Political. ISBN 0-415-10967-1..
- Bennington, Geoffrey (1994). Legislations. Verso. ISBN 0-86091-668-5..
- Bennington, Geoffrey (2000). Interrupting Derrida. Routledge. ISBN 0-415-22427-6..
- Simon Critchley (2014). The Ethics of Deconstruction: Derrida and Levinas (3rd изд.). Edinburgh: Edinburgh University Press. ISBN 9780748689323.
- Caputo, John D., The Prayers and Tears of Jacques Derrida.
- Derrida, Jacques (1992).  Coward, Harold G., ур. Derrida and Negative theology. SUNY Press. ISBN 0-7914-0964-3.
- Dal Bo, F. (2019). Deconstructing the Talmud. Routledge. ISBN 978-1138208223.
- de Man, Paul, "The Rhetoric of Blindness: Jacques Derrida's Reading of Rousseau," in Paul de Man, Blindness and Insight: Essays in the Rhetoric of Contemporary Criticism, second edition, Minneapolis: University of Minnesota Press, 1983. 102-41.
- El-Bizri, Nader, 'Qui-êtes vous Khôra?: Receiving Plato's Timaeus', Existentia Meletai-Sophias 11 (2001), pp. 473–490.
- El-Bizri, Nader, „ON KAI KHORA: Situating Heidegger between the Sophist and the Timaeus,”. Studia Phaenomenologica. 4: 73—98. 2004.
- Fabbri, Lorenzo (2009). „Chronotopologies of the Exception: Agamben and Derrida before the Camps”. Diacritics. 39 (3): 77—95. doi:10.1353/dia.2009.0027..
- Foucault, Michel, "My Body, This Paper, This Fire," in Michel Foucault, History of Madness, ed. Jean Khalfa, trans. Jonathan Murphy and Jean Khalfa, London: Routledge, 2006. 550-74.
- Fradet, Pierre-Alexandre (2014). Derrida-Bergson. Sur l'immédiateté. Hermann. ISBN 9782705688318.
- Gasché, Rodolphe, Inventions of Difference: On Jacques Derrida.
- Gasché, Rodolphe, The Tain of the Mirror.
- Goldschmit, Marc (2006). Une langue à venir. Derrida, l'écriture hyperbolique. Lignes & manifestes. ISBN 2-84938-058-X.. Paris, Lignes et Manifeste.
- Habermas, Jürgen, "Beyond a Temporalized Philosophy of Origins: Jacques Derrida's Critique of Phonocentrism," in Jürgen Habermas, The Philosophical Discourse of Modernity: Twelve Lectures, trans. Frederick G. Lawrence, Cambridge, MA: MIT Press, 1990. 161-84.
- Hägglund, Martin, Radical Atheism: Derrida and the Time of Life, Stanford, CA: Stanford University Press, 2008.
- Hamacher, Werner (2012). Lingua amissa. Buenos Aires: Miño y Dávila editores.
- Kierans, Kenneth (1997). „Beyond Deconstruction” (PDF). Animus. 2. ISSN 1209-0689. Архивирано из оригинала (PDF) 04. 03. 2016. г. Приступљено 17. 8. 2011.
- Kopić, Mario (2007). Izazovi post-metafizike. Sremski Karlovci - Novi Sad: Izdavačka knjižarnica. ISBN 978-86-7543-120-6.
- Kopić, Mario (2007). Nezacjeljiva rana svijeta. Zagreb: Antibarbarus. ISBN 978-953-249-035-0..
- Mackey, Louis (јул 1983). „Slouching Toward Bethlehem: Deconstructive Strategies in Theology”. Anglican Theological Review, Volume , Number 3. LXV (3): 255—272.
- Llewelyn, John (1986). Derrida on the Threshold of Sense. London: Macmillan.
- Llewelyn, John (2002). Appositions – of Jacques Derrida and Emmanuel Levinas. Bloomington: Indiana University Press.. 2002
- Llewelyn, John (2009). Margins of Religion: Between Kierkegaard and Derrida. Bloomington: Indiana University Press.
- Mackey, Louis, Loius Mackey, ур. (2002). „A Nicer Knowledge of Belief”. An Ancient Quarrel Continued: The Troubled Marriage of Philosophy and Literature. Lanham: University Press of America. ISBN 978-0761822677.. 219–240
- Magliola, Robert (1984). Derrida on the Mend. Lafayette: Purdue UP. ISBN 0-911198-69-5.. 1984; 1986; rpt. 2000 . (Initiated what has become a very active area of study in Buddhology and comparative philosophy, the comparison of Derridean deconstruction and Buddhist philosophy, especially Madhyamikan and Zen Buddhist philosophy.)
- Magliola, Robert (1997). On Deconstructing Life-Worlds: Buddhism, Christianity, Culture. Atlanta: Scholars P. American Academy of Religion. ISBN 0-7885-0296-4.; Oxford: Oxford UP, 2000 . (Further develops comparison of Derridean thought and Buddhism.)
- Marder, Michael (2009). The Event of the Thing: Derrida's Post-Deconstructive Realism. Toronto: Toronto UP. ISBN 978-0-8020-9892-4..
- Miller, J. Hillis, For Derrida, New York: Fordham University Press, 2009.
- Mouffe, Chantal (ed.), Deconstruction and Pragmatism, with essays by Simon Critchley, Ernesto Laclau, Richard Rorty, and Derrida.
- Park, Jin Y. (ур.). Buddhisms and Deconstructions. ISBN 978-0-7425-3418-6.}. Lanham: Rowland and Littlefield, 2006 . (Several of the collected papers specifically treat Derrida and Buddhist thought.)
- Rapaport, Herman (2003). Later Derrida. Psychology Press. ISBN 0-415-94269-1..
- Rorty, Richard, "From Ironist Theory to Private Allusions: Derrida," in Richard Rorty, Contingency, Irony, and Solidarity, Cambridge: Cambridge University Press, 1989. 121-37.
- Ross, Stephen David (2013). Betraying Derrida, for Life. Atropos Press.
- Roudinesco, Elisabeth (2008). Philosophy in Turbulent Times: Canguilhem, Sartre, Foucault, Althusser, Deleuze, Derrida. New York: Columbia University Press.
- Sallis, John (ed.), Deconstruction and Philosophy, with essays by Rodolphe Gasché, John D. Caputo, Robert Bernasconi, David Wood, and Derrida.
- Sallis, John (2009). The Verge of Philosophy. University of Chicago Press. ISBN 978-0-226-73431-6.
- Salvioli, Marco (2006). Il Tempo e le Parole. Ricoeur e Derrida a "margine" della fenomenologia.. ESD, Bologna
- Smith, James K. A., Jacques Derrida: Live Theory.
- Sprinker, Michael, ed (1999). Ghostly Demarcations: A Symposium on Jacques Derrida's Specters of Marx. London and New York: Verso.; rpt. 2008. (Includes Derrida's reply, "Marx & Sons.")
- Stiegler, Bernard, (2001). „Derrida and Technology: Fidelity at the Limits of Deconstruction and the Prosthesis of Faith”.  Ур.: Tom Cohen. Jacques Derrida and the Humanities. Cambridge University Press. ISBN 0-521-62565-3..
- Wood, David (ed.), Derrida: A Critical Reader, Wiley-Blackwell, 1992.
- Zlomislic, Marko (2004). Jacques Derrida's Aporetic Ethics. Lexington Books.